# سديد-345
قنبلة أو صاروخ سديد-345 هو صاروخ موجه إيراني الصنع ينتمي لعائلة قنابل وصواريخ سديد والذي يمكن إطلاقه من أنواع المروحيات الخفيفة والطائرات المسيرة.

## خصائص الصاروخ
صُنع صاروخ سديد في الأساس لضرب الأهداف الثابتة والمتحركة في كل الأحوال الجوية وهو مزود بنظام بحث حراري، ويمكن إطلاق الصاروخ من على المنصات الثابتة والمتحركة وسبقت لجمهورية إيران تسليح المروحية شاهد 285 بالصاروخ بالإضافة إلى المسيرات كطائرة شاهد 129 وصاعقة وكذلك مروحيات أخرى إيرانية الصنع. ويُشار إلى أن صاروخ سديد مشابه في التكوين لصاروخ سبايك الموجه المضاد للدبابات، والذي يعمل ضمن نطاق يتراوح ما بين 2.5 كيلومتر و 5 كيلومترات عند إطلاقه من الأرض. ويمكن للنسخة الانسيابية من هذا السلاح غير المزودة بمحركات أن تضيف بعض القدرة على التخفي من خلال إزالة علامة إطلاق الصاروخ. كما تستخدم قنابل وصواريخ سديد نظامين للبحث عن الأهداف، واحد للرؤية النهارية وآخر نظام حراري يعطي السلاح قابلية (أطلق وانسى).
تزن 34 كيلوغراماً وطولها 1630 ملم وقطرها 152 ملم ورأسها الحربي انشطاري، ودائرة تدميرها 30 متراً وهامش الخطأ في هذه الصواريخ تأتي بثلاثة حالات وحسب نظام البحث الذي تحتويه صواريخ سديد وكالآتي:
- إذا كان (نظام البحث ليزري) فإن هامش الخطأ هو (2.5) متر.
- إذا كان (نظام البحث حراري) فإن هامش الخطأ هو (2.5) متر.
- إذا كان (نظام البحث تصويري) فإن هامش الخطأ هو (5) أمتار.

## معرض الصور

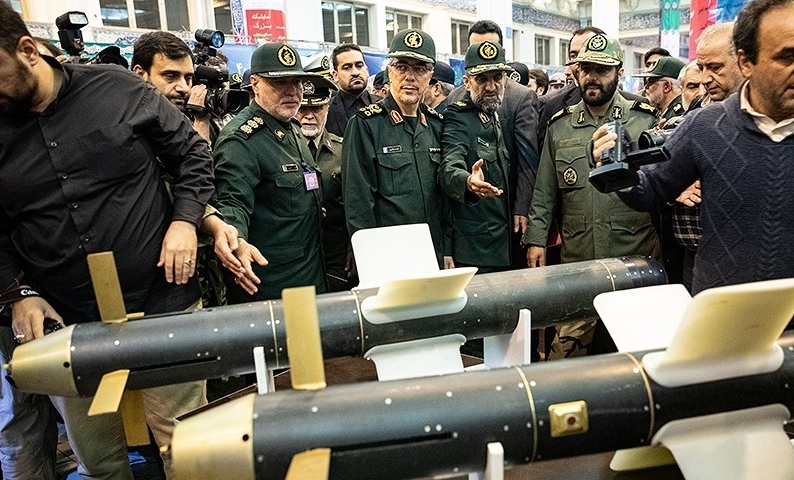
صواريخ سديد-345 الإيرانية

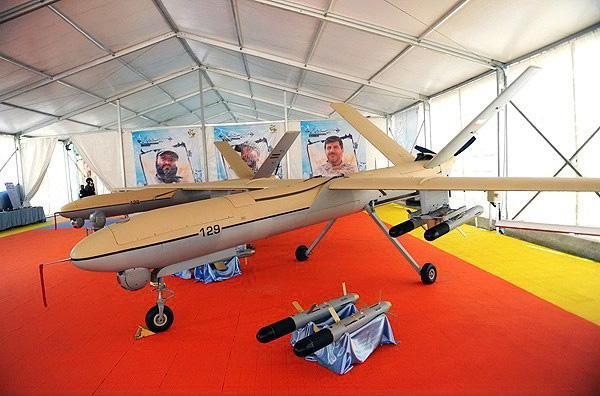
صواريخ سديد على طائرة شاهد 129 المقاتلة

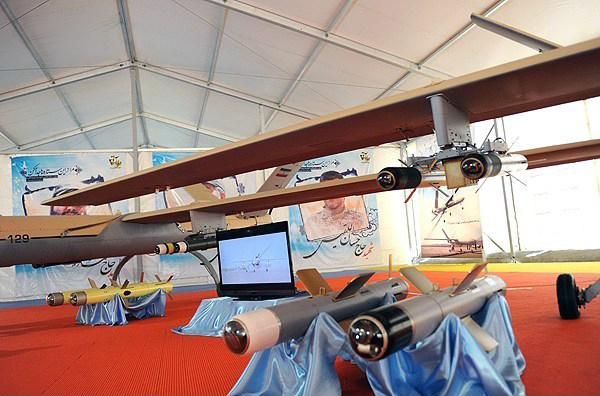
تحتوي طائرة شاهد 129 في المقدمة على ذخائر ذات دقة موجهة من نوع Sadid-345. بالإضافة إلى ذخائرة معلقة على الأجنحة وإلى أقصى اليسار وهي من نوع ATGMs Sadid

## استخدام صواريخ سديد على المروحيات والطائرات المسيرة

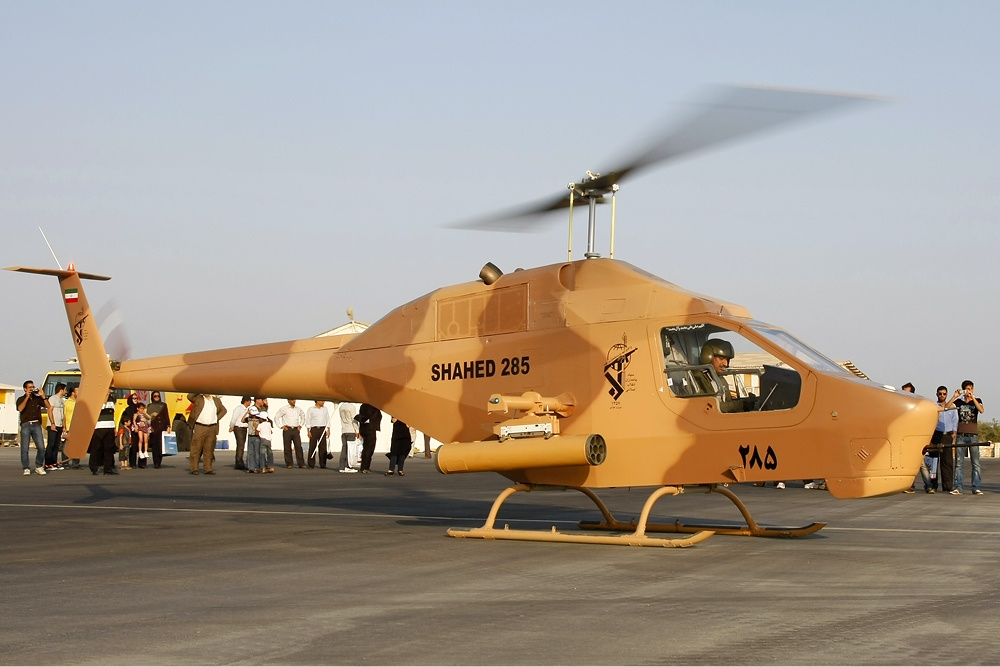
مروحية شاهد 285 الإيرانية، والتي تنتمي لعائلة مروحيات شاهد والقادرة على حمل صواريخ سديد الذكية

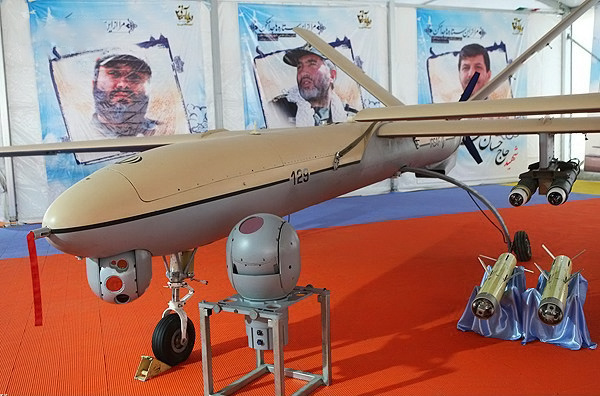
أول نموذج لطائرة شاهد 129، مع رقم التسجيل129-001، حيث يمكن رؤية صواريخ سدسد بجانبها

- مروحية شاهد 285[3]

- شاهد 129[4]